# El ángel exterminador
El ángel exterminador és una pel·lícula mexicana del 1962 dirigida per Luis Buñuel.

## Argument
La burgesa mansió de la família Nobile acull un ressopó els invitats del qual són un selecte grup pertanyent a les classes més altes de la ciutat de Mèxic, que es presenten a la cita després d'haver assistit a l'òpera.
La refinada vetllada es veu de cop alterada per la manca dels servents, que progressivament han anat abandonant la mansió. A diferència seva, els hostes -tot contradient les regles que prescriuen les convencions socials més evidents- s'acomoden i s'instal·len a la mansió prolongant indefinidament la vetllada.
Arribat el matí cap hoste no ha abandonat encara el menjador i el grup pren finalment consciència que - malgrat no haver-hi cap obstable físic que ho impedeixi- per un inexplicable motiu ningú és capaç de creuar la porta i marxar: el grup està atrapat al menjador.
Les llargues hores es converteixen en dies i, presoners encara al menjador, les refinades maneres dels més distingits hostes van degenerant fins que l'hostil i histèric ambient generat propicia la mort de l'ancià Sergio Russell i el suïcidi de dos altres hostes. Enmig d'un menjador pres pel pànic, només el Dr. Carlos Conde sembla no haver perdut el seny i intenta redirigir com pot l'extrema situació.
La carn rostida de diversos xais que inexplicablement han entrat al menjador permet calmar provisionalment la gana i l'ànim dels hostes, afamats per l'escassetat d'aliments. Això no obstant, clamen més tard el sacrifici de l'amfitrió, a qui responsabilitzen d'haver quedat acorralats.
Només quan la desbordada situació assoleix un clímax de màxima degradació moral, una lúcida jove s'adona que tots els hostes es troben a la mateixa posició que a l'inici del calvari. Seguint les seves instruccions, l'atònit grup d'hostes es posa a reproduir les converses i moviments de la nit del sopar, fins que s'adonen que han recuperat la llibertat. Ja a l'exterior de la mansió, l'alliberat grup és rebut per la policia local i el servents que havien marxat.
La fi del captiveri és celebrat amb una multitudinària missa a la catedral, durant la qual l'exèrcit es veu obligat a prendre els carrers per combatre la revolta que s'ha apoderat de la ciutat. Tot sembla indicar que el causant dels aldarulls ha estat la missa, els assistents de la qual s'han quedat ara atrapats a l'interior de la catedral. Sota el so dels trets de pistola, un ramat de xais es dirigeix a l'església.

## Repartiment
| - Silvia Pinal - Enrique Rambal - Claudio Brook - José Baviera - Augusto Benedico - Luis Beristáin - Antonio Bravo - Jacqueline Andere - César del Campo - Rosa Elena Durgel - Lucy Gallardo - Enrique García Álvarez - Ofelia Guilmáin |  | - Nadia Haro Oliva - Tito Junco - Xavier Loyá - Xavier Massé - Ángel Merino - Ofelia Montesco - Patricia Morán - Patricia de Morelos - Berta Moss - Enrique del Castillo - Chel López - Janet Alcoriza - Rita Macedo |

## Premis
L'àngel exterminador va obtenir el premi FIPRESCI i el premi Screenwriters Guild del Festival de Canes de 1962.

## En altres mitjans
The Exterminating Angel és una òpera amb música de Thomas Adès i llibret de Tom Cairns basada en la pel·lícula de Buñuel. S'estrenà al festival de Salzburg l'any 2016.
El gener de 2018, Blanca Portillo va portar a l'escena la seva versió de El Ángel Exterminador al Teatro Español de Madrid.